# 中村テル
中村 テル（なかむら てる、1904年8月24日 - 2009年5月3日）は、日本の登山家、日本山岳会名誉会員。
鉱山経営をしていた父親のもと、北海道夕張市にうまれるものの、父親が事業に失敗、福島県喜多方市に移り住むことになった。さらにその後は東京へと移り住み、文京区の本郷にある桜井ちか子による桜井女塾に入塾し英語を学んだ。10代より登山を始め、夏の富士山に登頂を成功、1927年1月1日に女性として初めて冬の富士山登頂を果たした。1961年には早稲田大学の山岳部OGが中心となって結成されたニュージーランド日本女子親善隊の隊長を勤め、エグモント山、ルアペフ山などの登頂に成功した。
2009年5月3日、老衰のため死去。104歳没。